# Hadia Tajik
Hadia Tajik (Strand, 18 juli 1983) is een Noors juriste, journaliste en politica van de sociaaldemocratische Arbeiderspartij. Tot 4 maart 2022 was zij minister van Sociale Zaken en Werkgelegenheid in het kabinet van Jonas Gahr Støre. Eerder was zij onder meer minister van Cultuur (2012–2013) in het tweede kabinet van Jens Stoltenberg. Tussen 2015 en 2022 maakte ze deel uit van het bestuur van haar partij.

## Biografie
Hadia Tajik werd geboren in Bjørheimsbygd, een gehucht in de gemeente Strand in de provincie Rogaland. Haar ouders kwamen in de jaren zeventig van de 20e eeuw vanuit Pakistan naar Noorwegen. Tajik spreekt Nynorsk.
Zij studeerde journalistiek aan de Universiteit van Stavanger en rechten aan de Universiteit van Oslo. Tussendoor behaalde ze een master mensenrechten in het Britse Kingston. Ze werkte als journalist onder meer voor VG en Aftenposten. Na de journalistiek werd ze politiek actief. In 2008 werd ze politiek-assistent voor toenmalig minister-president Jens Stoltenberg.
In 2009 werd Tajik namens de Arbeiderspartij (Arbeiderpartiet) verkozen tot lid van de Storting, het Noorse parlement, als afgevaardigde van Oslo. Sindsdien werd ze iedere vier jaar herkozen, echter sinds 2017 als lid voor Rogaland.
In september 2012 werd ze benoemd tot minister voor Cultuur in het kabinet-Stoltenberg II. Ze volgde hiermee Anniken Huitfeldt op, die door een kabinetsherschikking een ander ministerie kreeg toebedeeld. Tajik was de eerste moslima die in Noorwegen minister werd. Na het aftreden van het kabinet in oktober 2013 nam ze haar zetel in de Storting weer in. In april 2015 trad ze als vicevoorzitter toe tot de partijtop van de Arbeiderspartij.
Na acht jaar in de oppositie kwam de Arbeiderspartij na de verkiezingen van 2021 opnieuw aan de macht. In het kabinet-Støre, dat in oktober 2021 aantrad en onder leiding staat van premier Jonas Gahr Støre, werd Tajik aangesteld als minister van Sociale Zaken en Werkgelegenheid. Op 4 maart 2022 nam zij ontslag als minister nadat er in de pers berichten waren verschenen over onregelmatigheden die zij zou hebben begaan in 2006 bij de huisvestingsvergoedingen voor leden van de Storting. Twee dagen later trad zij ook af als vice-voorzitter van AP Zij bleef wel aan als lid van het parlement.
Tussen 2014 en 2016 was Tajik gehuwd met Steffan Heggelund, die in die periode lid van de Storting was voor Høyre. Tajik ontving in 2014 een eredoctoraat van Kingston University.
- Gemeinsame Normdatei: 1229198512
- International Standard Name Identifier: 0000 0000 3936 6131
- Library of Congress Control Number: nb2003046786
- Virtual International Authority File: 70901533
- WorldCat: E39PBJtrWQMjxtgjmxmdRwD6rq